# Línia evolutiva de Buneary
Aquesta línia evolutiva de Pokémon inclou Buneary i Lopunny.

## Buneary
Buneary és un personatge fictici de la franquícia de videojocs de Pokémon, així com d'altres jocs i productes derivats. És de tipus normal. Evoluciona en Lopunny. El seu nom prové de les paraules angleses Bunny (conill), ear (orella) i tiny (petit).

## Lopunny
Lopunny és un personatge fictici de la franquícia de videojocs de Pokémon, així com d'altres jocs i productes derivats. És de tipus normal. No evoluciona. El seu nom prové de les paraules angleses Bunny (conill) i lop (raça de conill).